# American Radio Relay League

Logotipo da ARRL.

A American Radio Relay League (ARRL) é a maior associação de radioamadorismo dos Estados Unidos. É uma organização sem fins lucrativos fundada em Maio de 1914.